# Bison schoetensacki
Bison des bois du Pléistocène
«  Bison des bois du Pléistocène » redirige ici. Pour l'espèce actuelle, voir Bison des bois.
Espèce
Bison schoetensacki, connu sous le nom de Bison des bois du Pléistocène, est une espèce éteinte de bisons qui a vécu jusqu'au Pléistocène moyen ou supérieur, de l'Europe occidentale au sud de la Sibérie.

## Historique
À cause du manque de données sur le génome, la position de Bison schoetensacki au sein du clade des bisons était incertaine jusqu'à récemment. 
Avec le Bison des steppes (Bison priscus), cette espèce était autrefois considérée comme l'ancêtre direct du Bison d'Europe existant (Bison bonasus). 
Les aires de répartition fossiles de Bison schoetensacki et de Bison priscus se chevauchent, comme à Châtillon-Saint-Jean, à Mosbach et à Mauer. De plus, les bisons d'Europe, d'Amérique (Bison bison) et des steppes (Bison priscus) présentent tous un dimorphisme sexuel. Par conséquent, Bison schoetensacki a également été supposé être la femelle de Bison priscus. 
Une nouvelle analyse publiée en 2017 indique cependant que Bison schoetensacki était une espèce sœur du Bison d'Europe et un ancêtre potentiel. En outre, l'hypothèse que le Bison des steppes serait l'ancêtre direct du Bison européen a été rejetée. 

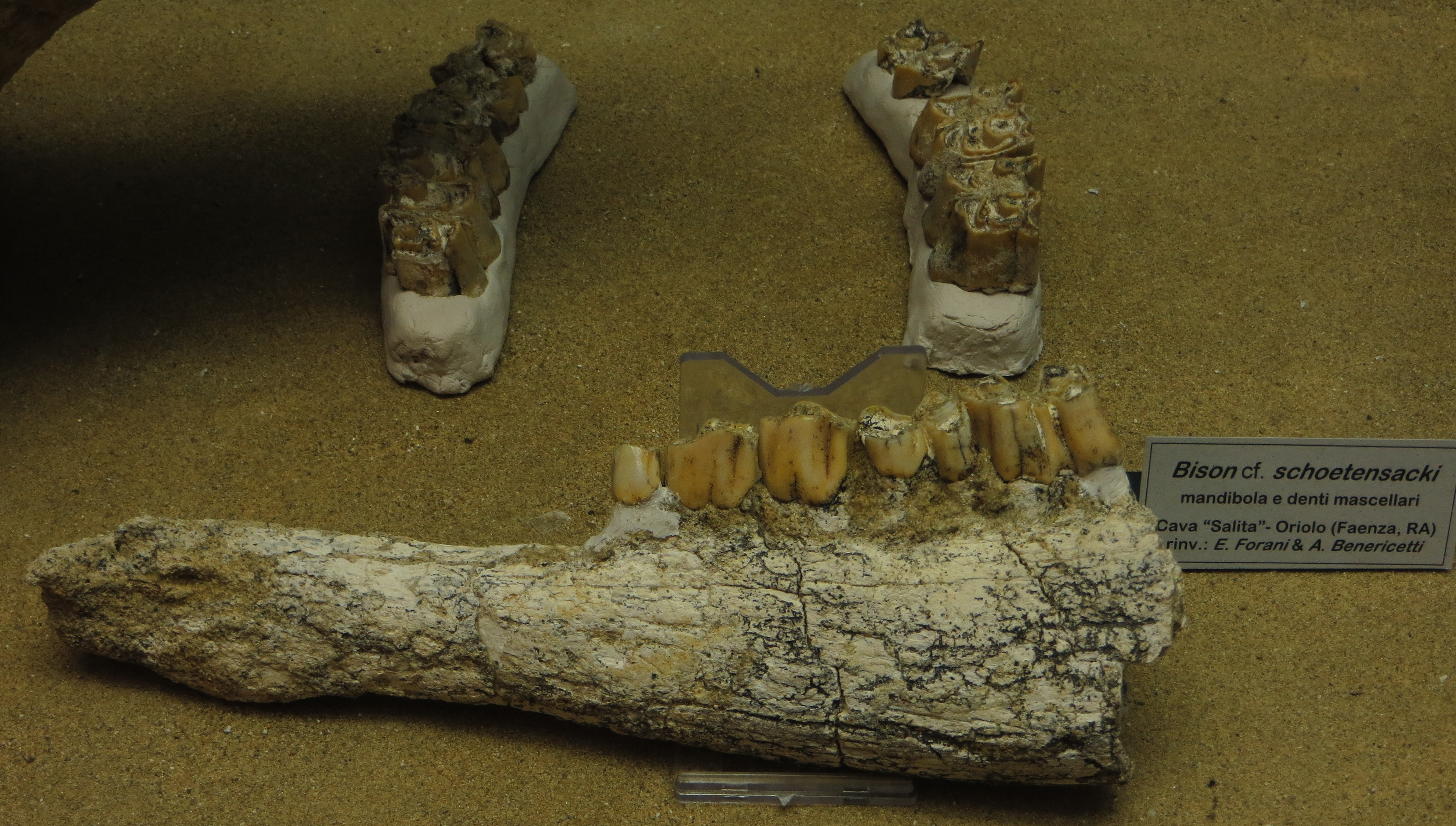
Mâchoire et dents supposés appartenir à Bison schoetensacki, au Musée d'histoire naturelle de l'université de Florence.

| Bubalina | \| Syncerus \| (buffle d'Afrique) \| \| \| (buffle d'Afrique) \| \| Bubalus \| (buffle d'Asie) \| \| \| (buffle d'Asie) \| |
|          | \| Syncerus \| (buffle d'Afrique) \| \| \| (buffle d'Afrique) \| \| Bubalus \| (buffle d'Asie) \| \| \| (buffle d'Asie) \| |
| Syncerus | (buffle d'Afrique) |
|          | (buffle d'Afrique) |
| Bubalus  | (buffle d'Asie) |
|          | (buffle d'Asie) |

| Syncerus | (buffle d'Afrique) |
|          | (buffle d'Afrique) |
| Bubalus  | (buffle d'Asie)    |
|          | (buffle d'Asie)    |

|  | (bœuf domestique et bison d'Europe)                                                              |
|  |                                                                                                  |
|  | \| \| (yak et bison d'Amérique) \| \| \| \| \| \| (banteng, (kouprey et gaur/gayal)) \| \| \| \| |
|  |                                                                                                  |
|  | (yak et bison d'Amérique)                                                                        |
|  |                                                                                                  |
|  | (banteng, (kouprey et gaur/gayal))                                                               |
|  |                                                                                                  |

|  | (yak et bison d'Amérique)          |
|  |                                    |
|  | (banteng, (kouprey et gaur/gayal)) |
|  |                                    |

|  | (bœuf domestique et bison d'Europe)                                                              |
|  |                                                                                                  |
|  | \| \| (yak et bison d'Amérique) \| \| \| \| \| \| (banteng, (kouprey et gaur/gayal)) \| \| \| \| |
|  |                                                                                                  |
|  | (yak et bison d'Amérique)                                                                        |
|  |                                                                                                  |
|  | (banteng, (kouprey et gaur/gayal))                                                               |
|  |                                                                                                  |

|  | (yak et bison d'Amérique)          |
|  |                                    |
|  | (banteng, (kouprey et gaur/gayal)) |
|  |                                    |

| Bubalina | \| Syncerus \| (buffle d'Afrique) \| \| \| (buffle d'Afrique) \| \| Bubalus \| (buffle d'Asie) \| \| \| (buffle d'Asie) \| |
|          | \| Syncerus \| (buffle d'Afrique) \| \| \| (buffle d'Afrique) \| \| Bubalus \| (buffle d'Asie) \| \| \| (buffle d'Asie) \| |
| Syncerus | (buffle d'Afrique) |
|          | (buffle d'Afrique) |
| Bubalus  | (buffle d'Asie) |
|          | (buffle d'Asie) |

| Syncerus | (buffle d'Afrique) |
|          | (buffle d'Afrique) |
| Bubalus  | (buffle d'Asie)    |
|          | (buffle d'Asie)    |

|  | (bœuf domestique et bison d'Europe)                                                              |
|  |                                                                                                  |
|  | \| \| (yak et bison d'Amérique) \| \| \| \| \| \| (banteng, (kouprey et gaur/gayal)) \| \| \| \| |
|  |                                                                                                  |
|  | (yak et bison d'Amérique)                                                                        |
|  |                                                                                                  |
|  | (banteng, (kouprey et gaur/gayal))                                                               |
|  |                                                                                                  |

|  | (yak et bison d'Amérique)          |
|  |                                    |
|  | (banteng, (kouprey et gaur/gayal)) |
|  |                                    |

|  | (bœuf domestique et bison d'Europe)                                                              |
|  |                                                                                                  |
|  | \| \| (yak et bison d'Amérique) \| \| \| \| \| \| (banteng, (kouprey et gaur/gayal)) \| \| \| \| |
|  |                                                                                                  |
|  | (yak et bison d'Amérique)                                                                        |
|  |                                                                                                  |
|  | (banteng, (kouprey et gaur/gayal))                                                               |
|  |                                                                                                  |

|  | (yak et bison d'Amérique)          |
|  |                                    |
|  | (banteng, (kouprey et gaur/gayal)) |
|  |                                    |

Noter que la pertinence du genre Bison est remise en cause.

## Description
Bison schoetensacki était généralement semblable au bison d'Europe actuel. 
Par rapport à Bison priscus, Bison schoetensacki était de taille plus petite ou similaire, mais avec des os et des métapodes des jambes plus fins, et des cornes plus courtes et de forme différente. 

## Paléobiologie
De nombreux fossiles ont été trouvés en Tchéquie, France, Allemagne, Grèce et Italie, tandis que les restes de bisons européens sont absents des péninsules italiennes et ibériques. 
Des fouilles approfondies du site paléolithique d'Isernia, en Italie, daté d'environ 700 000 ans, indiquent que Bison schoetensacki était l'animal le plus chassé par les humains de l'époque. 
Le Bison des bois du Pléistocène et le Bison des steppes partageaient apparemment certains habitats. 
Malgré son nom vernaculaire, Bison schoetensacki n'était probablement pas un mangeur de feuilles et végétaux ligneux tel que le Bison des bois actuel. Au lieu de cela, l'usure dentaire de l'espèce montre un schéma similaire à celui du bison d'Europe existant, un brouteur, indiquant que Bison schoetensacki préférait des habitats plus ouverts que la forêt dense.